# Camponotus vehemens
Camponotus vehemens é uma espécie de inseto do gênero Camponotus, pertencente à família Formicidae.